# Ellen Lupton

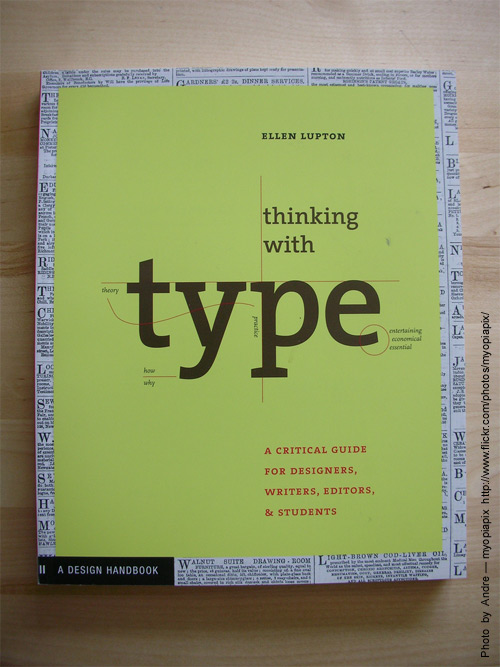

Ellen Lupton este un designer, scriitoare, curatoare și educatoare americană. Este cunoscută pentru fascinația și studiul ei în domeniul tipografic - design grafic. Este autoarea cărții: "Thinking with type" și a altor cărți și sitului educativ pentru studenți și profesioniști despre tipar și design grafic.

## Începutul
S-a născut în SUA, Philadelphia, Pennsylvania, în 1963, părinții ei fiind profesori. În 1981, a început studiile universitare în artă la Colegiul Cooper Union.

## Publicații
- Graphic Design: The New Basics, Revised and Second Edition (Co-autoare cu Jennifer Cole Phillips), Princeton Architectural Press, 2015 (ISBN 978-1616893323)
- Beautiful Users, Princeton Architectural Press, 2014. (ISBN 978-1616892913)
- Type On Screen (Design Briefs), Princeton Architectural Press, 2014. (ISBN 978-1616891701)
- Graphic Design Thinking (Design Briefs), Princeton Architectural Press, 2011. (ISBN 978-1568989792)
- Thinking with Type, 2nd revised and expanded edition: A Critical Guide for Designers, Writers, Editors, & Students, Princeton Architectural Press, 2010. (ISBN 978-1568989693)
- Indie Publishing, Princeton Architectural Press. (ISBN 978-1-56898-760-6)
- Design Writing Research, Phaidon Press. (ISBN 978-0-7148-3851-9)
- D.I.Y.: Design It Yourself, Princeton Architectural Press, 2006. (ISBN 978-1-56898-552-7)
- Thinking with Type: A Critical Guide for Designers, Writers, Editors, & Students, Princeton Architectural Press, 2004. (ISBN 978-1-56898-448-3)
- Skin: Surface, Substance, Design, Princeton Architectural Press, 2002. (ISBN 978-1-56898-711-8)
- Graphic Design: The New Basics (Co-autoare cu Jennifer Cole Phillips), Princeton Architectural Press, 2008 (ISBN 978-1-56898-770-5)
- D.I.Y.: Kids (Co-autoare by Julia Lupton), Princeton Architectural Press, 2007. (ISBN 978-1-56898-707-1)
- Inside Design Now", Princeton Architectural Press, 2003. (ISBN 978-1-56898-395-0)
- Mixing Messages, Princeton Architectural Press, 1996. (ISBN 978-1-56898-099-7)
- The ABC's of Bauhaus, the Bauhaus and Design Theory, Princeton Architectural Press, 1991. (ISBN 978-1-878271-42-6)

## Linkuri asociate
- Emigre 51: First Things First, 1999.[9]

## Expoziții
- Graphic Design: Now in Production, 22 octombrie 2011 – 22 ianuarie 2012 [10]
- Living World, May 2009-January 2010.[11]
- Skin Show, May–September, 2002.[12]
- Mixing Messages, Fall, 1996/Winter 1997.[13]

Aceasta este despre felul în care schimbările culturale și tehnologice au influențat tiparul (typefaces).
- Letterhead Show, Spring 1996.[14]

Conținea printuri originale de Herbert Bayer, László Moholy-Nagy, și  Le Corbusier
- Elaine L. Cohen, February 7 – 23 mai 1995.[15]

Expunea lucrări și cărți ale unor artiste de design ce au influențat domeniul tipografic din 1950 până in 1960.
- Mechanical Brides: Women and Machines from Home to Office, 17 august 1993 până în 2 ianuarie 1994.[16]